# Henryk Tomasik
Henryk Marian Tomasik (n. Łuków, Polonia, 4 de enero de 1946) es un clérigo católico polaco, doctor en filosofía, obispo auxiliar de Siedlce entre 1993 y 2009, obispo diocesano de Radom entre 2009 y 2021 y obispo emérito de Radom desde 2021.

## Biografía

### Primeros años y formación académica
Nació el 4 de enero de 1946 en Łuków, Polonia. Completó la educación secundaria en esta ciudad en 1963. Entre 1963 y 1969 estudió en el Seminario Superior Teológico de la Diócesis de Siedlce. Mientras estudiaba allí fue incorporado a la Unidad Motorizada de Kołobrzeg, donde estuvo destinado junto con Sławoj Leszek Głódź. Por problemas de salud, regresó al seminario después de prestar juramento militar.
Fue ordenado presbítero el 31 de mayo de 1969 en la catedral de Siedlce por el obispo diocesano de Siedlce, Jan Mazur. En 1971 comenzó a estudiar ética en la Facultad de Filosofía de la Universidad Católica de Lublin, donde en 1974 obtuvo su maestría. En 1980 continuó estudiando allí el doctorado en filosofía, donde se graduó en 1984 con la disertación Osoba jako byt i norma w filozofii kard. Karola Wojtyły (La persona como ser y norma en la filosofía del cardenal Karol Wojtyła).

### Presbiterado
Entre 1969 y 1971 trabajó como vicario en la parroquia de Radoryż Kościelny. En 1981 fue cofundador y primer capellán del Catholic Intelligentsia Club, ubicado en Siedlce. Ese mismo año fue coorganizador de la peregrinación al monasterio de Jasna Góra. Allí fue director y, desde 1983, dirigió un grupo académico.
En Siedlce organizó las Jornadas de la Cultura Cristiana, trabajó como corresponsal de la Oficina de Prensa del Episcopado Polaco, fue jefe del departamento religioso de la prensa local y asistente de asuntos de iglesia para el periódico Nowe Echo Podlasia. También fue miembro del consejo sacerdotal diocesano.
En 1974 se convirtió en profesor en el Seminario Teológico Superior de Siedlce, donde impartió clases de ética, teodicea, filosofía de la religión, antropología, psicología y doctrina social católica. Al mismo tiempo, dirigió seminarios para estudiantes, así como reuniones de oración y bíblicas. En septiembre de 1975 fue nombrado capellán académico, cargo que ejerció en la diócesis entre 1978 y 1980, y entre 1982 y 1992.
En 1988, tras el nombramiento del primado Józef Glemp, se convirtió en censor de los escritos del padre Ignacy Kłopotowski. En 1989 fue nombrado miembro de capellanía académica de la Conferencia Episcopal Polaca. Ese mismo año fue galardonado con el título de canónigo honorario y en 1992 con el de canónigo general del Capítulo de la Catedral de Siedlce.

### Obispado de Siedlce

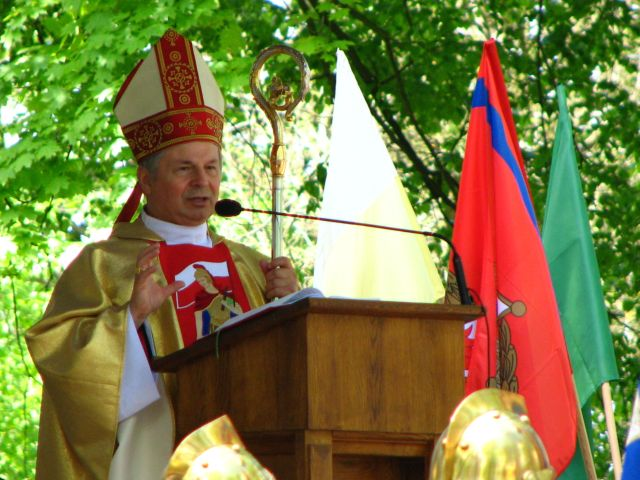
Henryk Tomasik en 2008

El 21 de noviembre de 1992, el papa Juan Pablo II lo nombró obispo auxiliar de la diócesis de Siedlce y obispo titular de Fornos minore. Fue ordenado el 6 de enero de 1993 en la basílica de San Pedro en Roma. El acto fue dirigido por Juan Pablo II, acompañado por el arzobispo Giovanni Battista Re, suplente de Asuntos Generales de la Secretaría de Estado de la Santa Sede, y el arzobispo Justin Francis Rigali, secretario de la Congregación para los Obispos.
Adoptó como lema episcopal las palabras Adveniat Regnum Tuum («véngase tu reino»), frase extraída del Padrenuestro. Inició oficialmente su actividad episcopal en la diócesis el 19 de enero de 1993, cuando fue nombrado vicario general.
Entre 1993 y 1996 fue director del Colegio Teológico Diocesano de Siedlce. En 1994 fue nombrado rector del Capítulo de la Catedral de Siedlce. Trabajó en el Departamento de Ciencia Católica, fue miembro de la Comisión del Fondo de Intervención Diocesana, así como del secretariado del segundo sínodo diocesano. Participó en los trabajos del proceso de beatificación de los mártires de Pratulin. Perteneció al grupo que organizó la visita de Juan Pablo II a Siedlce durante su viaje apostólico a Polonia en 1999.
Como miembro de la Conferencia Episcopal Polaca, en 1995 se convirtió en delegado de la Jornada Mundial de la Juventud. Como tal, estableció la cooperación con el Consejo Pontificio para los Laicos y los comités organizadores locales del encuentro. A su vez participó en ellos predicando catequesis para jóvenes. También organizó encuentros pastorales como parte del Foro Nacional de Pastoral Juvenil, fue capellán nacional de jóvenes y ministro de la juventud entre 1998 y 2015, y delegado de la Asociación de Jóvenes de la Iglesia Católica desde 2004.
A su vez, desde 2001 fue miembro de la Comisión Católica de Educación, la Comisión Pastoral y el Consejo de Migraciones, Turismo y Peregrinaciones. Así como del Consejo de Familia, desde 2006, y presidente del Consejo de Pastoral Juvenil, desde 2007. También trabajó en la Comisión para la Diáspora Polaca y los Polacos en el Extranjero.

### Obispado de Radom

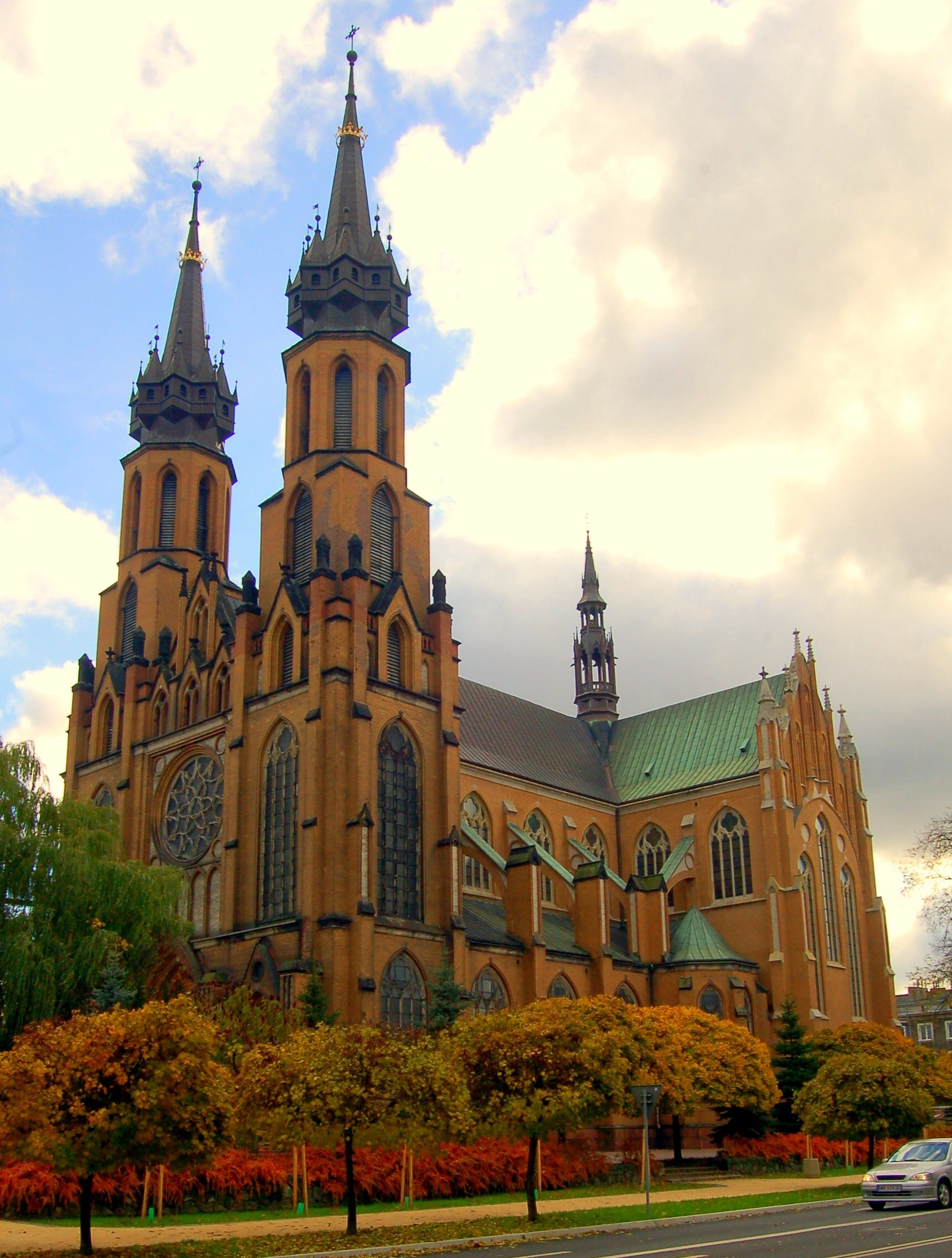
Catedral de la Protección de la Santísima Virgen María, sede episcopal de la diócesis de Radom

El 16 de octubre de 2009 el papa Benedicto XVI lo nombró obispo de la diócesis de Radom. Se hizo cargo canónicamente de la diócesis el 12 de noviembre de 2009 y dos días después hizo su ingreso a la Catedral de Radom.
En 2010 estableció el Equipo Diocesano para la Implementación de Programas de Ayuda. En 2012 reanudó el trabajo del sínodo diocesano y también estableció un consejo pastoral. Ese mismo año y a petición suya, la Santa Sede estableció a san Bartolomé como el patrono del distrito de Opoczno. Inició la renovación de los llamamientos para la juventud, que se celebran anualmente en septiembre en Radom, así como la lectura de las catequesis litúrgica en las iglesias de la diócesis. Participó de las ordenaciones como obispos auxiliares de Piotr Sawczuk en 2013, Piotr Turzyński en 2015 y Grzegorz Suchodolski en 2020.
El 4 de enero de 2021 el papa Francisco aceptó su renuncia a las funciones de obispo diocesano y lo nombró obispo emérito. Fue administrador diocesano hasta el 8 de enero de 2021, cuando Marek Solarczyk asumió como nuevo obispo.

## Condecoraciones y distinciones
Por un decreto del presidente de Polonia, Lech Kaczyński, el 23 de marzo de 2009 se le concedió la Cruz de Caballero de la Orden Polonia Restituta. En 2014 fue incluido en la cofradía de la Orden Paulina. En 2015 recibió un doctorado honoris causa por la Universidad de Ciencias Naturales y Humanidades de Siedlce.